# دامیناتریکس
دامیناتریکس یا دومیناتریکس (به انگلیسی: Dominatrix)
یا میسترِس (به انگلیسی: Mistress) به زنی که در بی‌دی‌اس‌ام و در نقش بازی ارباب برده، نقش سلطه‌گر را برعهده می‌گیرد گفته می‌شود. یک زن سلطه‌گر جنسی می‌تواند برخاسته از هرنوع گرایش جنسی‌ای باشد اما گرایش‌های او به جنسیت شریک جنسی سلطه‌پذیرش محدود نمی‌شود. در این نوع گرایش الزامی برای استفاده صرف از درد فیزیکی وجود ندارد و رفتارهای جنسی سلطه‌گرانه می‌تواند دربرگیرنده سخنان کلامی، انجام وظایف تحقیرآمیز و خدمت‌گزاری باشد. که موارد زیادی را شامل می‌شود که در ادامه (در قسمت فعالیت‌های مرتبط) توضیح داده شده است. در بی‌دی‌اس‌ام غیرحرفه‌ای لفظ دامیناتریکس کاربرد کمتری دارد و بیشتر از واژه فِمدام (به انگلیسی: Femdom) استفاده می‌شود.

## تعریف

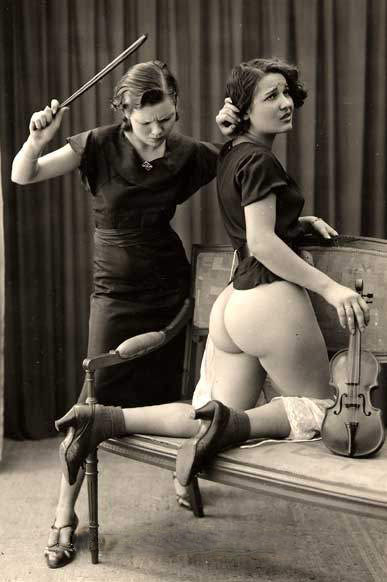
صحنه‌ای که در آن هردو سلطه‌گر و سلطه‌پذیر، زن هستند، سال‌های دهه ۱۹۳۰. استاد موسیقی با کمان ویولن باسن شاگرد خود را اسپنک می‌کند.

دامیناتریکس، شکل زنانه و لاتین سلطه‌گر، حاکم یا ارباب است و در اصل به معنای غیرجنسی‌اش استفاده می‌شد. استفاده از آن در زبان انگلیسی به سال ۱۵۶۱ برمی گردد. اولین استفاده از آن به معنای جنسی‌اش (به‌عنوان یک زن مسلط در سادومازوخیسم)، به سال ۱۹۶۱ برمی‌گردد. زمانی که یک زن در یکی از مطالعات موردی درمورد کاغذ شیب بروس راجر، عاشقان عجیب و غریب، برای او مجازاتی وضع کرد، این اصطلاح برای اشاره به او ایجاد شد. دامیناتریکس در کمتر از یکسال بعد، توسط مایرون کاسلف در فیلم معشوقه(با هنرنمایی اریک استانتون) بکار برده شد، و پس از فیلم دامیناتریکس بی‌رحم در سال ۱۹۷۶، بسیار محبوب‌تر شد و مورد استفاده مردم قرار گرفت.

## تاریخ
تاریخ دامیناتریکس به آیین‌ها و جشن‌های الهه اینانا (یا همان ایشتار در اکدیان)، در بین‌النهرین باستان برمی‌گردد. در متونی با خط میخی که شامل «سرودهای اینانا» می‌شوند، از الهه اینانا به‌عنوان نمونه‌ای کهن از زنان قدرتمند، سکسی و سلطه‌گر که خدایان و مردان را وادار به تسلیم می‌کنند، یاد شده. باستان‌شناس و مورخ ای. ان نومیس یادآوری می‌کند که آیین‌ها و جشن‌های اینانا، شامل لباس‌های دوبه‌دو خدمت‌کاران و جشن‌های «آغشته به درد و خلسه، سفرهای جدید و آگاهانه، مجازات، ناله، وجد، موسیقی غمناک برای درگذشتگان و آواز» بودند، که شرکت‌کنندگان خود را دچار گریه و غم و اندوه می‌کردند.

## فعالیت‌ها
به‌طور معمول، زن سلطه گر تعیین‌کننده نوع رفتار در قالب یک رابطه توافقی خواهد بود. این رفتارها ممکن است شامل به بند کشیدن، انجام امور شخصی، نظافت، خدمتکاری، تنبیه یا برخی امور جنسی مثل ماساژ پاها، شکنجه با آلت مصنوعی، پگینگ با دیلدو بنددار، جلوگیری از نفس کشیدن به‌طور موقت، جلوگیری از بروز ارگاسم شهوانی، تحقیر کلامی اروتیک، بستن، پرستش اعضای مختلف بدن، سیلی زدن به صورت، کشیدن موها، بازی کردن نقش‌های سنی یا جنسی مختلف، ضربه زدن به باسن، شلاق زدن، تف کردن، ادرار یا مدفوع کردن، اجبار به لیس زدن واژن، دستور به بوسیدن پا، ضربه زدن به کف دست، شمع بازی یا ریختن اشک شمع بر روی بدن، لگدمال کردن، شکنجه کیر و خایه، تحقیر کیر کوچک و… باشد، همانند دیگر گرایش‌های سادیستی/مازوخیستی، هرگونه رفتار از قبل تعریف شده‌ای که لزوماً مربوط به محدودهٔ سلطه زن باشد، مشخص می‌گردد. به‌طور معمول، زن سلطه گر تعیین‌کننده رفتار واقعی در غالب یک رابطه توافقی خواهد بود ممکن است، بعضی از موارد بالا خوشایند سلطه گر یا سلطه پذیر نباشد که به آن لیمیت گفته می‌شود و قبل از شروع رابطه روی آنها توافق می‌شود.

## کتاب‌ها
- Tomi Ungerer: Schutzengel der Hölle, Diogenes 1986, شابک ‎۳−۲۵۷−۰۲۰۱۶−۳
- Annick Foucault, Françoise maîtresse, Gallimard 1994, شابک ‎۲−۰۷−۰۷۳۸۳۴−۵
- Shawna Kenney, I Was a Teenage Dominatrix: a Memoir, Last Gasp 2002, شابک ‎۰−۸۶۷۱۹−۵۳۰−۴
- Melissa Febos, Whip Smart, St. Martin's Press 2010, شابک ‎۰−۳۱۲−۵۶۱۰۲−۴
- Susan Winemaker Concertina: the Life and Loves of a Dominatrix, Pocket Books 2007, شابک ‎۹۷۸−۱−۴۱۶۵−۲۶۸۹−۶
- Evangelline Dubois: How To Be A Domme: the Practical Guide to Becoming a Professional Dominatrix, 2011
- Anthony McGee: How to be Dominated like a Man, McGee 2013, شابک ‎۰−۸۶۵۴۷−۴۵۲−۴
- Anne O. Nomis: The History & Arts of the Dominatrix Mary Egan Publishing & Anna Nomis Ltd 2013, شابک ‎۹۷۸−۰−۹۹۲۷۰۱−۰−۰۰
- Lindemann, Danielle J. (2012). Dominatrix: Gender, Eroticism, and Control in the Dungeon. University of Chicago Press. ISBN 978-0-226-48256-9.